# Arvernoceros
L'arvernocero (gen. Arvernoceros) è un mammifero artiodattilo estinto, appartenente ai cervidi. Visse tra il Pliocene superiore e il Pleistocene inferiore (circa 3,2 - 1,2 milioni di anni fa) e i suoi resti fossili sono stati ritrovati in Europa e in Asia.

## Descrizione
Questo cervide era di grandi dimensioni e poteva raggiungere la taglia di un attuale cervo nobile (Cervus elaphus). Come molti animali simili apparsi successivamente (ad esempio Megaloceros), anche Arvernoceros era dotato di palchi ampi e palmati. Negli individui giovani, un primo spuntone era presente a circa 10 centimetri dalla rosetta, mentre il termine estremo del palco privo di spuntone era ricurvo anteriormente. Negli anni successivi della crescita, potevano apparire annualmente fino a quattro altre ramificazioni dirette anteriormente, al termine del palco; ognuna di esse mostrava la tipica forma palmata di Megaceros e dei suoi simili. Arvernoceros era dotato di una fila di premolari inferiori piuttosto corta; il quarto premolare inferiore, in particolare, aveva una forma semplice.

## Classificazione
I fossili di Arvernoceros sono noti in varie zone d'Europa (Francia, Spagna, Italia, Polonia, Romania, Grecia), a testimoniare la notevole diffusione e il discreto successo evolutivo di questa forma di cervidi. La specie tipo è Arvernoceros ardei, descritta per la prima volta nel 1828 da Croizet e Jobert con il nome di Cervus ardeus, sulla base di fossili ritrovati nella zona di Perrier-Etouaires. Fu Heinz nel 1970 a istituire il genere Arvernoceros per questa specie; altre specie sono A. verestchagini (proveniente dalla Moldavia), A. giulii (della Germania, a volte attribuita al genere Eucladoceros) e A. insolitus; quest'ultima specie, di dimensioni particolarmente grandi, proviene da terreni del Pleistocene inferiore della Georgia. 

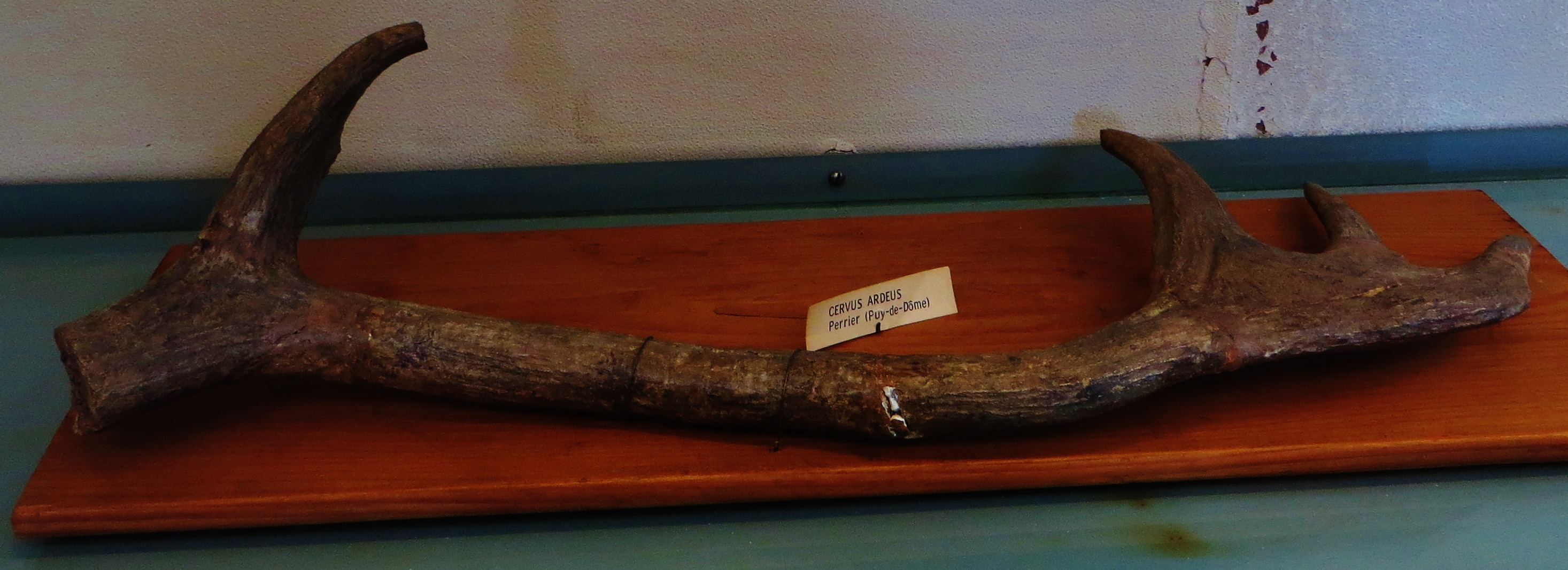
Palco di Arvernoceros ardei (=Cervus ardeus)

Arvernoceros è uno dei più antichi rappresentanti dei megacerini, un gruppo di cervidi di grandi dimensioni che svilupparono notevolmente i palchi nel corso della loro storia evolutiva, fino a condurre a forme gigantesche come Megaloceros del Pleistocene superiore.